# Athysanopsis katoi
Athysanopsis katoi är en insektsart som beskrevs av Metcalf 1966. Athysanopsis katoi ingår i släktet Athysanopsis och familjen dvärgstritar. Inga underarter finns listade i Catalogue of Life.